# Francisco Vera Fernández de Córdoba
Francisco Vera Fernández de Córdoba (Alconchel, 26 de febrero de 1888-Buenos Aires, 31 de julio de 1967) fue un matemático, escritor e historiador de la ciencia español.  

## Biografía
Nació en la localidad pacense de Alconchel el 26 de febrero de 1888. Cursó el bachiller en Badajoz. Son muchas sus obras que escribiera posteriormente las que describe escenas del Badajoz finisecular que conoció entonces, muy semejantes a las que describió el novelista Felipe Trigo que también cursó la enseñanza media allí.
A los dieciséis años se traslada a Madrid, para realizar los estudios superiores. Como tantos espíritus progresistas de su generación, se vincula estrechamente al Ateneo madrileño. En la biblioteca de esta institución consume todas sus horas libres, llegando a tener una cultura verdaderamente enciclopédica.
Este ilustre extremeño, matemático, periodista, funcionario (Tribunal de Cuentas), filósofo y fundamentalmente historiador de las ideas científicas, se vio, como muchos otros españoles, perseguido por sus ideas. Fue republicano, masón y téosofo y sobre todo profundamente liberal; aunque anticlerical, era tolerante y antidogmático.
Mantuvo correspondencia con el también matemático, astrónomo y téosofo Mario Roso de Luna. Vera, que durante la guerra civil desarrolló un código criptográfico para el bando republicano Se vio obligado al exilio en 1939. Cruzó a pie la frontera con Francia, así nos lo refiere su hija con unas conmovedoras palabras:
Salimos de Figueras hacia la frontera francesa por una carretera atestada de gente, vehículos, bultos, a veces bombardeados. Mi madre y mi hermana mayor consiguieron lugar en un auto. Mi padre, Chon y yo seguimos a pie y así, con una pequeña hija de cada mano, sin más equipaje que su talento, Francisco Vera cruzo la frontera del exilio.
En los años siguientes pasó por la República Dominicana y Colombia hasta asentarse en Argentina en 1944.
Autor de una extensa bibliografía donde se pueden encontrar artículos, trabajos científicos, novelas, etc. y sobre todo su Historia de la Ciencia. Falleció en Buenos Aires el 31 de julio de 1967.
En 1988 se conmemoró el centenario de su nacimiento en Alconchel, reivindicándose su figura y poniendo de relieve su trayectoria profesional y su aportación científica con los reconocimientos que, restablecida la democracia, se le ha rendido en Alconchel. Entre ellos, el instituto de enseñanza secundaria y la plaza que llevan su nombre, el busto que preside el vestíbulo de la casa de la cultura y la vitrina con obras del escritor y monografías sobre su vida expuesta en el consistorio, entre otros.

## Obras
La obra de Francisco Vera abarca más de cincuenta títulos, de los cuales veinticinco fueron escritos ya en el exilio. 

### Narrativa
- El amor de cada uno.

### Matemáticas
- Tratado de Geometría Proyectiva
- Aritmética moderna
- Elementos de Geometría

### Historia de la ciencia
- Evolución del concepto de número, Madrid, La Lectura, 1929.
- Historia de la Ciencia. Iberia. Barcelona 1937.
- Historia de las ideas matemáticas, 2 vols. Sociedad colombiana de ingenieros. 1944.
- Breve historia de la matemática. Losada. Buenos Aires 1946.
- Las Matemáticas en el occidente latino medieval. López Negri. Buenos Aires. 1956. (Edición de José Cobos Bueno y Servicio de publicaciones de la Diputación Provincial de Badajoz, 1991.)
- Historia de la cultura científica, 5 vols. Ediar, Buenos Aires, (1956-1969).
- San Isidoro Matemático. R. Velasco. Madrid 1931.
- El matemático árabe madrileño Maslama Benhamed. Gráfica Municipal Madrid 1932.
- Historia de la Matemática en España, 4 vols. V. Suárez. Madrid 1933. 
  - Tiempos primitivos, vol. I, abarca la matemática latina hasta el siglo XIII.
  - Los precursores del Renacimiento, vol. II, abarca la matemática latina entre los siglos XIII y XV.
  - III y IV están dedicados a los árabes y los judíos.
- La cultura española medieval. Datos bio-bibliográficos para su historia. Góngora. Madrid 1933-1934.
- Introducción a la ecuación de segundo grado en Europa. Góngora. Madrid 1934.
- Los historiadores de la matemática española. V. Suarez. Madrid 1935.
- San Isidoro. Aguilar. Madrid 1936.
- La Matemática de los musulmanes españoles. Nova. Buenos Aires 1947.
- Los judíos españoles y su contribución a las ciencias exactas. Fundación cultural hebrea. Buenos Aires 1948. En estas dos últimas obras desarrolla mucho más los volúmenes III y IV de su Historia de la Matemática en España, incorporando las nuevas aportaciones que había hecho la escuela de Barcelona.
- Veinte matemáticos célebres. Los libros del Mirasol. Buenos Aires 1961.